# 貴重品輸送警備

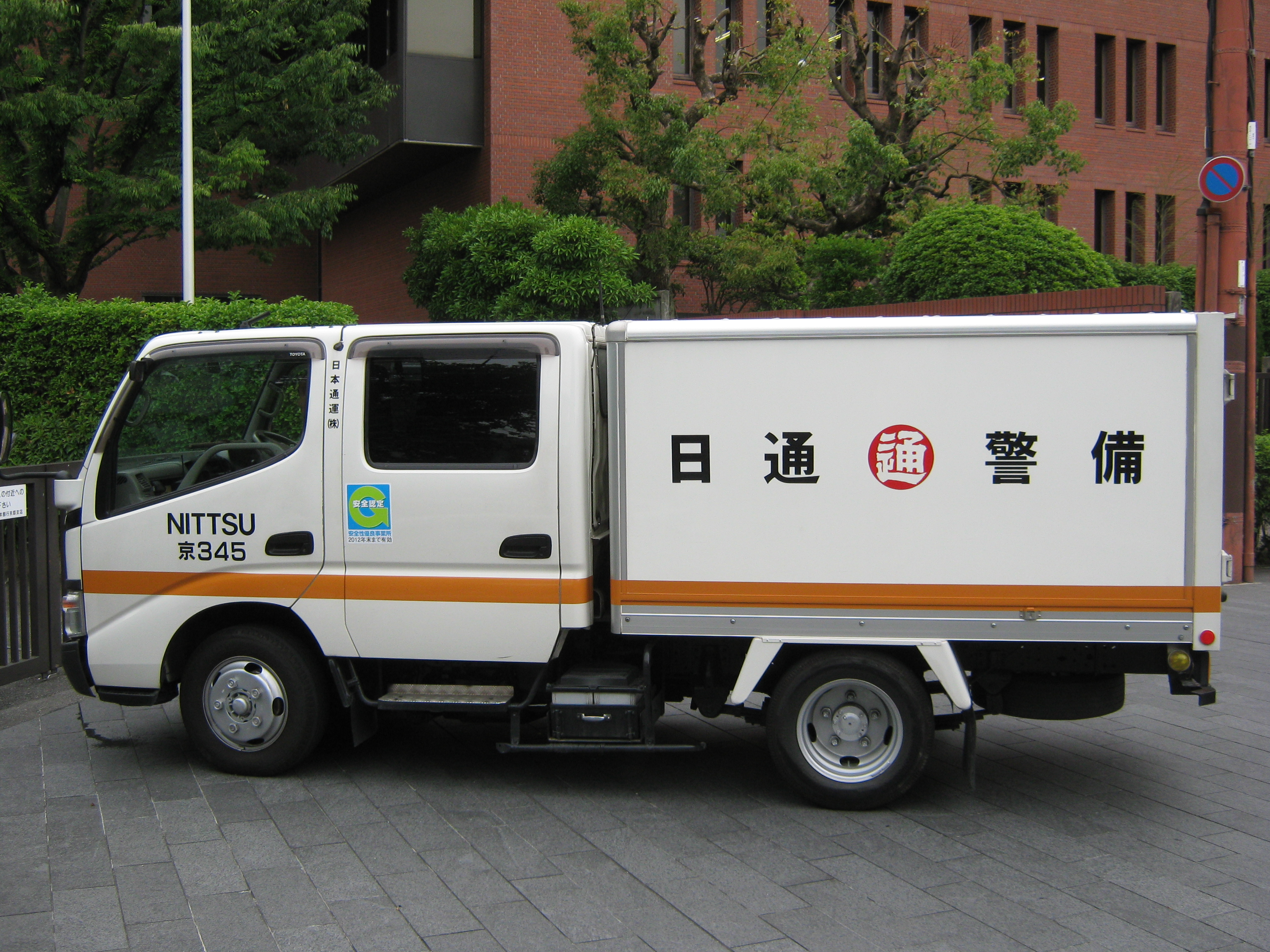
日本銀行京都支店裏口前に停車中の現金輸送車（日通警備）

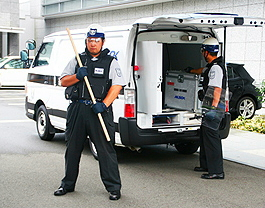
現金輸送車の警備業務における、警戒杖（左）とポリカーボネート製の盾（右）及び防護ベストの使用例（綜合警備保障）

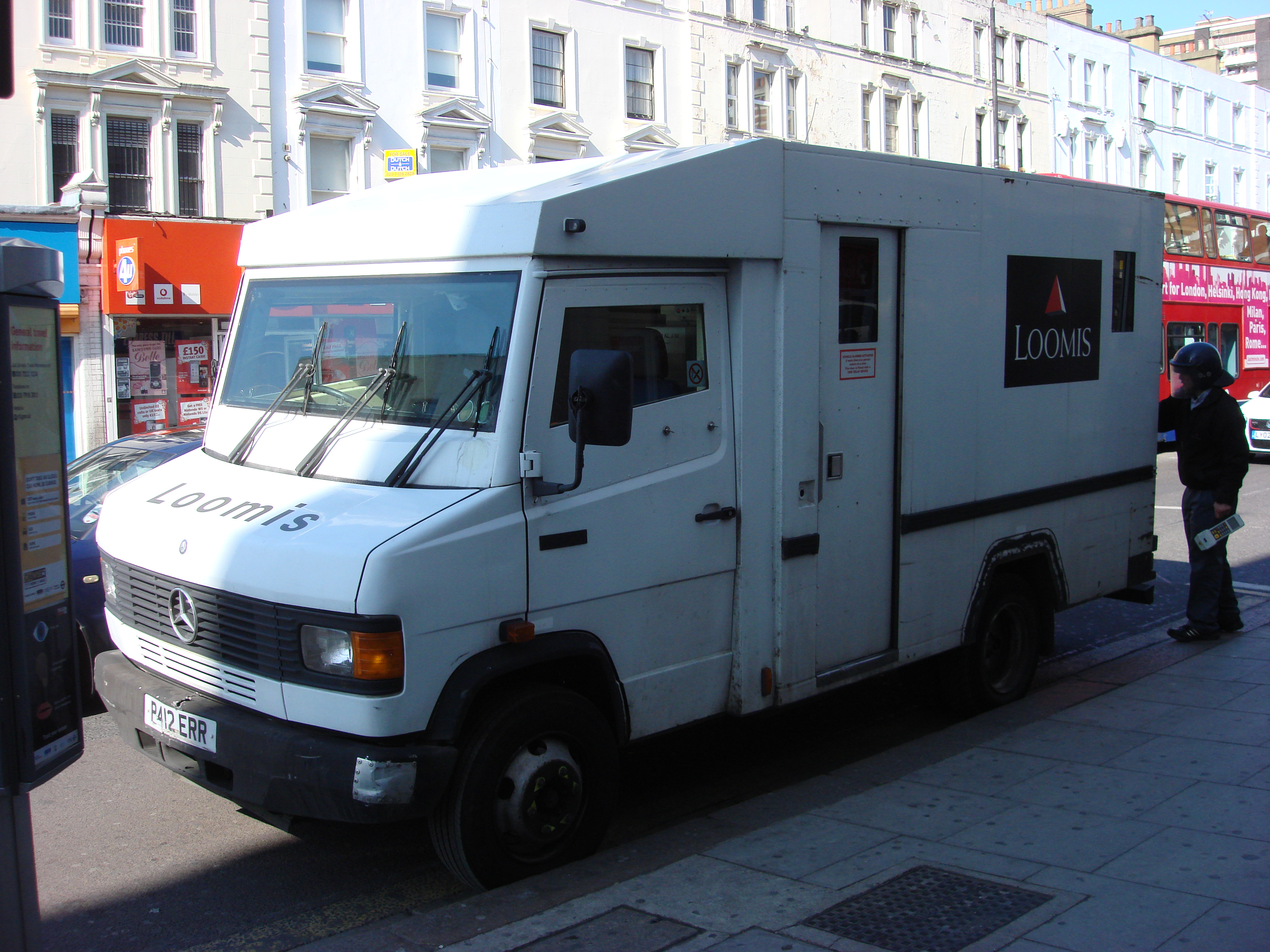
イギリスで使用されている現金輸送車

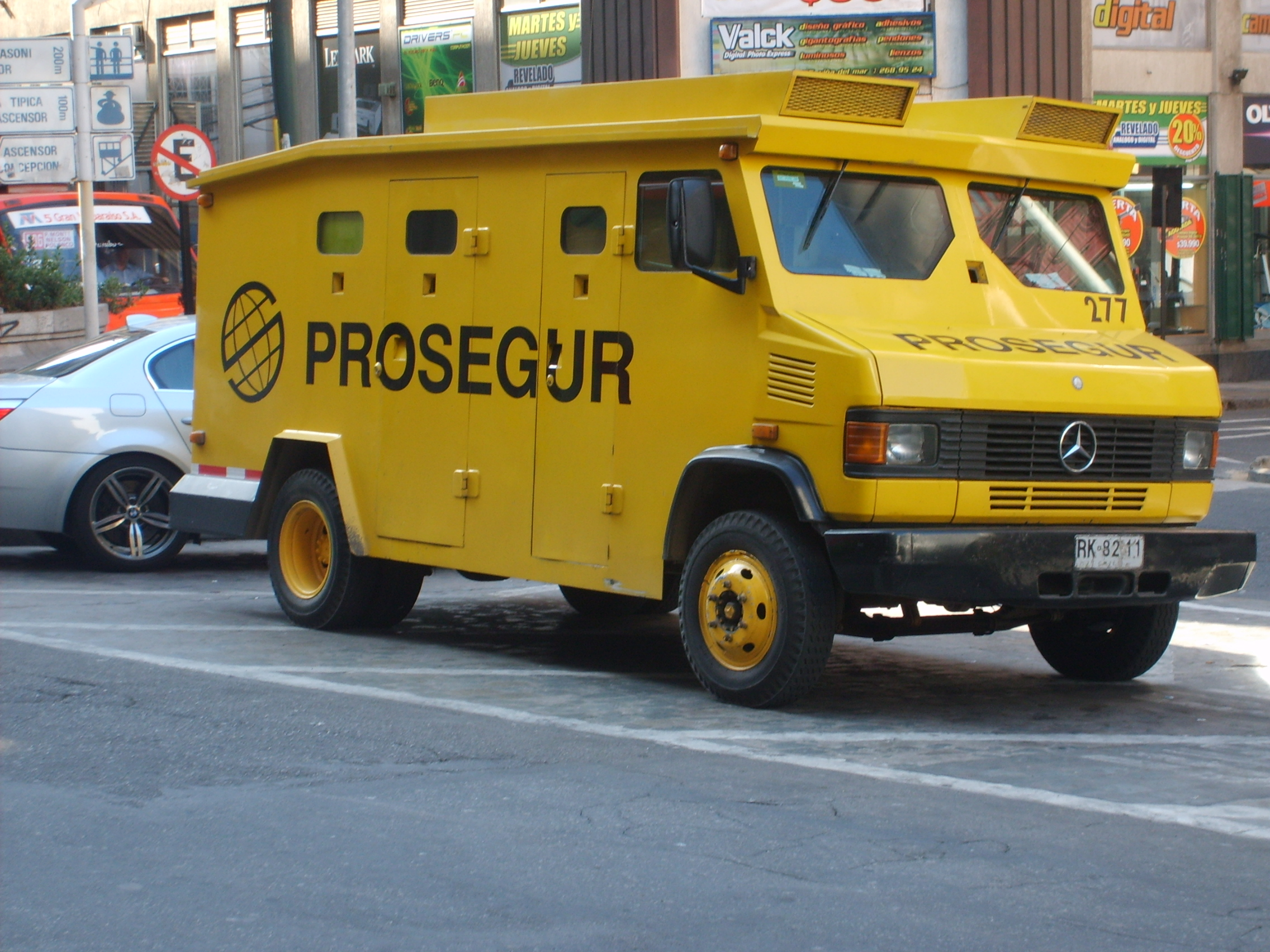
チリで使用されている現金輸送車

貴重品輸送警備（きちょうひんゆそうけいび）とは、現金、有価証券、貴金属、美術品、骨董品、貴重書籍、個人情報媒体等を輸送している所有者を警備員が盗難等の事故の発生を警戒する警備業務である。
一般に現金輸送（げんきんゆそう）と称されることが多い。警備業法第二条第一項第三号に規定されている業務のため、三号業務（三号警備業務）とも呼ばれる。また、警備業務検定では貴重品輸送警備ではなく、正式には貴重品運搬警備業務（きちょうひんうんぱんけいびぎょうむ）という呼称である。
警備会社によっては警送（けいそう）と呼称している場合もある。

## 業務内容
貴重品を警備員が運転する特別な輸送車（現金の場合は現金輸送車）を用い、2名～4名で警戒し、現金の場合は、日本銀行から日本銀行支店へ（基幹輸送）、日本銀行支店から各金融機関へ、各金融機関の本店から支店へ、金融機関から企業へ、およびそれらの逆ルートの輸送がある。

## 貴重品輸送警備員の服装･装備品の例
- 制服
- 制帽またはヘルメット
- 護身用具 - 警棒、特殊警棒、警杖、防刃ベスト、盾（ライオットシールド）、防刃手袋など
- 警笛
- 鍵
- 鍵紐 - 鍵束を紛失しないために肩章から吊るしたりベルトに繋いだりする紐。工具落下防止紐とほぼ同じ
- 鍵携行用箱（キーケースまたはキーバッグ） - 鍵紐に付けた鍵束を入れるベルトポーチ
- 無線機
- カラーボール

## 警戒の4原則
警戒は次の4原則を行う
- 「止めるな」

運行中の車両を停車させようとする不審者、酔っ払い等に対しては警戒を強化し、車両を停止することなく進行を継続する。ただし、警察官と思しき人物に停車を求められた場合は次節の要領で対応する。
- 「乗せるな」

見知らぬ人物を同乗させてはならない。
- 「離れるな」

勤務中は警備業務用車両・運搬関係車両から離れてはならない。
- 「窓を開けるな」

走行中・停車中に関わらず、窓ガラスを開けてはならない。攻撃（催涙スプレー等）の隙を与えることになる。

### 警察官に停車を求められた場合の措置
特異情報、交通検問、事件発生時の検問等あるいは速度違反などの理由により警察官に停止を求められる場合がある。しかし三億円事件のように、警察官に変装した偽者による盗犯の事例もあることから、貴重品運搬警備業務においては次の要領で対応する。
- 直ちに運行管理室の指令業務担当者に連絡し、警察機関に対し状況の確認を行う。なお到着予定時刻の遅延のおそれがある場合は、運行管理室の指令業務担当者を通じて契約先に遅延連絡を行うことが求められる。
- 周囲の交通状況を確認して、なるべく安全性と警戒が保てる位置を選定する。ただし、警察官に停止位置を指定された場合はそれに従う。

- たとえ相手が本物の警察官であっても、停車の理由が判明するまで警戒を継続する。
- 下記の要領は、全国警備業協会が各都道府県の警備業協会などを通じて警備業者に指導している日本全国で統一して行われる措置要領である。この基本動作を怠れば、襲撃事案等の事故が発生するおそれがある。仮に交通違反により停車を求められた場合であっても、この基本要領を忠実に履行しなければ警戒の脆弱性を露呈することになる。なお、この基本要領を履行したことによって直ちに交通違反の否認事件となるわけではない。
  - 窓ガラスを開けるときは必要以上に開けず、会話ができる程度（数センチ程度）にとどめる。窓を開ければ、警察官が偽者だった場合に攻撃の隙を与えることになる。
  - 運転免許証の提示を求められた場合は直ちに車中で提示する。
  - 停車を命じられた理由を確認し、直ちに運行管理室の指令業務担当者に連絡する。
  - 下車を命じられた場合は、警察手帳の提示を求めて間違いなく警察官であることを身分確認する。下車理由を聞き、運行管理室の指令業務担当者に連絡をとって、指示を受けた後に初めて下車する。

## 参考資料
- 『警備員指導教育責任者講習教本2 実務編 3号業務』 社団法人全国警備業協会/編集発行、警察庁生活安全局生活安全企画課/協力、2006年12月14日/初版発行